# Caíco
Aírton Graciliano dos Santos (15 de mayo de 1974) es un exfutbolista brasileño que se desempeñaba como centrocampista.
Jugó para clubes como el Internacional, Verdy Kawasaki, Flamengo, Santos, Atlético Paranaense, Lugano, Ponte Preta, Goiás, Leiria, Marítimo y Coritiba.

## Trayectoria

### Clubes
| Club                | País     | Año         |
| ------------------- | -------- | ----------- |
| Internacional       | Brasil   | 1992 - 1995 |
| Verdy Kawasaki      | Japón    | 1996        |
| Flamengo            | Brasil   | 1996        |
| Santos              | Brasil   | 1997        |
| Atlético Paranaense | Brasil   | 1998        |
| Santos              | Brasil   | 1998 - 2000 |
| Atlético Mineiro    | Brasil   | 2001        |
| Lugano              | Suiza    | 2001        |
| Ponte Preta         | Brasil   | 2002        |
| Goiás               | Brasil   | 2003        |
| Leiria              | Portugal | 2003 - 2005 |
| Juventude           | Brasil   | 2005        |
| Marítimo            | Portugal | 2006 - 2007 |
| Coritiba            | Brasil   | 2007        |
| Itumbiara           | Brasil   | 2008        |
| Vila Nova           | Brasil   | 2008        |
| Itumbiara           | Brasil   | 2009        |